# ناتالی آیریش
ناتالی آیریش (به انگلیسی: Natalie Irish) (متولد ۱۹۸۲ اکتبر ۸) هنرمند ایرلندی است که ابتکارش در کارهایش باعث شهرت او شده است. او با استفاده از رنگ‌های گوناگون رژ لب آثار هنریش را به وجود می‌آورد. روش کار او این است که هر بار رژ لب را به دور لبانش می‌مالد و با بوسه زدن بر صفحه سفید ابتکاری تازه را خلق می‌کند. ناتالی در سال ۲۰۱۱ به اوج شهرت خود رسید و توجه رسانه‌های ایرلند را به خود جلب کرد.
آیریش متولد لوئیزیانا از دوران ابتدایی در تگزاس زندگی می کند. آیریش با دنیس بتمن در یک کلیسای کوچک در لاس وگاس ازدواج کرد.  آنها با چهار گربه و یک سگ با هم زندگی می کنند. آیریش همچنین دو برادر دارد.آنها با چهار گربه و یک سگ در خانه‌ای با هم زندگی می‌کنند¹. ناتالی همچنین دو برادر دارد¹.
ناتالی آیریش با استفاده از رژ لب‌های خود، آثار هنری خیره‌کننده‌ای را خلق کرده است⁸. این روش خلاقانه و منحصر به فرد او، باعث شده تا او به یکی از هنرمندان برجسته در جهان تبدیل شود⁸. او با این روش، پرتره‌های شخصیت‌های معروف را خلق کرده است⁸.

## جستاره‌های وابسته
- هنر
- هنرمند
- خلاقیت